# Gmina jednostkowa
Gmina jednostkowa – rodzaj gminy wiejskiej, składającej się nominalnie z jednej miejscowości, w przeciwieństwie do gminy zbiorowej, składającej się nominalnie z kilku miejscowości (czyli zbioru miejscowości).
W praktyce pojęcie gminy jednostkowej odnosi się ściślej do typu gminy obowiązującego na danym obszarze geograficzno-administracyjnym w pewnym okresie historycznym, niż do faktycznej konstytucji gminy. Znaczy to, że niektóre gminy jednostkowe mogły obejmować po kilka miejscowości (zazwyczaj bardzo małych), a niektóre gminy zbiorowe (zazwyczaj te najludniejsze) mogły składać się z jednej miejscowości.

## Polska
W Polsce gminy jednostkowe i zbiorowe występowały wymiennie na różnych obszarach (zazwyczaj pozaborowych) w różnych okresach.
Pod zaborem rosyjskim, gminy jednostkowe funkcjonowały do XIX wieku, kiedy zostały zastąpione przez gminy zbiorowe. W Królestwie Polskim (czyli późniejsze tzw. województwa centralne) doszło do tego wraz z reformą administracyjną, która weszła w życie 1 stycznia?/13 stycznia 1867; powstało wówczas 1331 gmin zbiorowych.
Pod zaborem pruskim i austriackim funkcjonowały tylko gminy jednostkowe obok obszarów dworskich o oddzielnej administracji, które często nosiły nazwy sąsiednich gmin jednostkowych. Obszary dworskie na terenie Galicji (województwa: krakowskie, lwowskie, tarnopolskie i stanisławowskie) zniesiono 1 sierpnia 1919. Wraz z reformą administracyjną kraju na przełomie 1933/34 w województwach krakowskim, lwowskim, stanisławowskim, tarnopolskim, pomorskim i poznańskim wprowadzono – analogicznie do struktury w województwach centralnych – podział na gminy zbiorowe, a dotychczasowe gminy jednostkowe (a także obszary dworskie na terenie województw pomorskiego i poznańskiego) w praktyce przekształcono na gromady, czyli składowe gminy analogiczne do współczesnych sołectw. Jedynie województwo śląskie zachowało podział na gminy jednostkowe do 1945 roku, kiedy to przeszło przez analogiczny proces. Tak więc wraz z 1 grudnia 1945 zlikwidowano ostatnie gminy jednostkowe w Polsce.